# Coniopteryx alinica
Coniopteryx alinica är en insektsart som beskrevs av György Sziráki 1992. Coniopteryx alinica ingår i släktet Coniopteryx och familjen vaxsländor. Inga underarter finns listade i Catalogue of Life.